# 范氏中行氏之乱
范氏中行氏之乱，公元前497年至前490年，由于赵氏邯郸之争引起的晋国六卿（赵氏、智氏、韩氏、魏氏为一方，范氏、中行氏为另一方）之间的内战，其间齐国、卫国、宋国、鲜虞、郑国、鲁国也卷入战斗，演变成了诸侯国之间的一场国际战争。战争的结果是范氏、中行氏灭亡，晋国变成四卿并立的局面，为之后的三家灭智和三家分晋埋下伏笔。

## 邯郸之争
前497年，赵简子（赵鞅）杀死赵午，赵午之子赵稷和赵午家臣涉宾在邯郸举兵反叛，晋定公和赵简子派上军司马籍秦率军包围邯郸。赵午是中行氏荀寅的外甥，范吉射的女儿嫁给了荀寅的儿子。十月范氏和中行氏起兵攻打赵简子，赵简子逃到晋阳。
范皋夷不受范吉射的宠信，梁婴父受到知文子荀跞的宠信，知文子想让梁婴父做卿。韩简子韩不信和荀寅不和，魏襄子魏曼多和范吉射不和，所以这五个人策划，准备驱逐荀寅代为梁婴父，驱逐范吉射代为范皋夷。荀跞建议晋定公把赵、范、中行都驱逐。十一月，荀跞、韩不信、魏曼多奉晋定公攻打范氏、中行氏。范吉射、荀寅不听齐国的高强的劝说，进攻晋定公。晋国的人都帮助晋定公，范氏、中行氏战败，智、韩、魏三家跟着就再去攻打范氏、中行氏。十一月十八日，荀寅、范吉射逃亡朝歌，韩氏、魏氏为赵氏求请。十二月十二日，赵鞅回到晋都绛邑，在公宫盟誓，和韩、魏、智三家结成了反范氏和中行氏的联盟。

## 列国干涉
前496年，智氏不愿意看到赵氏势力过于强大，梁婴父讨厌赵氏智囊董安于，于是要赵简子杀掉董安于，董安于为了保全赵氏，自杀而亡。知文子和赵简子结盟，然后赵氏得以安定。赵氏把董安于陪祀在宗庙里。
四家联盟组成的晋军包围朝歌。齐景公、卫灵公、鲁定公在脾地和上梁之间会见，谋划救援范氏、中行氏。析成鲋、小王桃甲率领狄军袭击晋国，在绛地作战，失败而回。析成鲋逃亡到成周，小王桃甲逃到朝歌。同年秋，为了营救范氏，齐景公、宋景公在洮地会见。十二月，晋国在潞地打败范氏、中行氏的军队，俘虏了籍秦、高强。又在百泉打败了郑国和范氏的军队。前495年夏，为了谋划救援宋国。齐景公、卫灵公住在渠蒢（蘧挐）。
前494年四月，齐景公、卫灵公救援邯郸，包围五鹿。夏，为了救援范氏，齐景公、卫灵公在乾侯会见。齐军和鲁军、卫国的孔圉、鲜虞人进攻晋国，占取了棘蒲。十一月，晋国的赵鞅进攻朝歌。

## 铁之战
前493年四月丙子，卫灵公去世。六月十七日，晋国的赵鞅派阳虎把卫国逃亡到晋国的太子蒯聩送回戚地，想要祸乱卫国。
八月，齐国运送粮食给范氏，郑国的罕达（子姚）、驷弘（子般）押送。士吉射迎接，赵鞅抵御，在戚地相遇。阳虎认为晋军的的战车少，将主将的大旗插在车上，先与子姚、子般的战车对阵，子姚、子般看到晋军阵容，必定心有恐惧。那时会斗，可以大胜。赵鞅听从。占卜战争的吉凶，龟甲烤焦了。乐丁说：“《诗》曰：‘爰始爰谋，爰契我龟。’谋划一致，相信过去的卜兆就行了。”赵鞅起誓批判范氏、中行氏违背天命，斩杀百姓，想要在晋国专权而灭亡国君。鼓励战胜郑国的，上大夫可得到县，下大夫可得到郡，士可得到十万亩土田，庶人工商可做官，奴隶可获得自由。
八月初七日，将要作战，邮无恤为赵鞅驾御战车，蒯聩做车右。登上铁丘，远望郑军人多，蒯聩害怕，自己跳到车下。邮无恤嘲笑蒯聩像个女人，把车上的绥（拉手带子）递给他而让他上车。赵鞅巡视队伍，鼓励大家说毕万是七次战斗都俘获了敌人，后来有了四百匹马，在家里善终，战争未必就死在敌人手里。繁羽为赵罗驾御战车，宋勇做车右。赵罗害怕，被人用绳子捆在车上，繁羽对外说他疟疾发作。蒯聩向祖先皇祖文王、烈祖康叔、文祖襄公祷告。郑国人击中赵鞅的肩膀，赵鞅倒在车里，郑军缴获了他的蜂旗。蒯聩用戈救援赵鞅，郑军败逃。俘虏了温大夫赵罗。蒯聩再次进攻，郑军大败，获得了齐国的一千车粮食。
追求公孙尨为范氏收税，赵氏抓住了他献给赵鞅。军吏请求把他杀了。赵鞅阻止了想杀他的军吏并且给了公孙尨土田。铁之战时，公孙尨带领部下五百人夜里进攻郑军，在子姚的帐幕下夺下了蜂旗，追逐郑军，子姚、子般、公孙林殿后掩护退军。郑军射击晋国追军，前锋部队大多战死，赵鞅说不能轻视小国。战斗结束，赵鞅说自己伏在弓袋上吐了血，但鼓声不衰，因此功劳最大。蒯聩说自己在车上救了赵鞅，在下边追击敌人，在车右中功劳最大。邮无恤说自己还能控制两根带子快要断的骖马，在御戎中功劳最大。邮无恤又驾车装上点木材，两根带子就全断了。

## 朝歌之战
前492年春，齐国国夏、卫国石曼姑包围戚地，戚地人向中山请求救援。范氏和东周王室的刘氏世代互通婚姻，苌弘事奉刘文公，所以周朝亲近范氏。赵鞅因此讨伐周室。六月十一日，周人杀死苌弘。
十月，赵鞅联合韩、赵、魏三家之兵，包围朝歌，军队驻扎在朝歌南边。荀寅攻打朝歌外城，让他的部下从北门进来，自己突围出来。二十三日，荀寅北奔邯郸，与赵稷死守邯郸。十一月，赵鞅久攻不克，率兵回晋阳，由于讨厌范氏，赵鞅杀死了范皋夷。

## 攻克邯郸
前491年七月，齐国的陈乞、弦施、卫国的甯跪救援范氏。七月十四日，包围五鹿。九月，赵鞅率军从武安，包围邯郸。十一月，邯郸守军举城投降。荀寅逃到鲜虞，赵稷逃到临地，邯郸终于落到晋阳赵氏手里。十二月，弦施迎接赵稷，拆毁了临地的城墙。国夏攻打晋国，占取了邢地、任地、栾地、鄗地、逆畤、阴人、盂地、壶口八城，会合鲜虞，把荀寅送到柏人邑。

## 柏人之战
前490年春，晋国包围柏人，荀寅、范吉射逃奔到齐国。范氏的家臣王生讨厌张柳朔，向范吉射建议，让张柳朔去做柏人的主官。昭子问：“张柳朔不是你的仇人吗？”王生回答：“私仇不害公事，喜爱不废过错，厌恶不弃善良，这是道义的常规。”等到范氏离开柏人，张柳朔对他儿子说：“你跟随主人，我留下来死守，王生把死难之节交给了我，我不能不讲信用。”于是就战死在柏人。
夏，因为卫国帮助范氏，赵鞅进攻卫国，乘机包围中牟。九月癸酉，齐景公去世。前489年春，为惩治鲜虞帮助范氏作乱，晋国赵鞅率军进攻鲜虞。